# Copris cambeforti
Copris cambeforti är en skalbaggsart som beskrevs av Nguyen-phung 1988. Copris cambeforti ingår i släktet Copris och familjen bladhorningar. Inga underarter finns listade i Catalogue of Life.